# سكبان جديد
سكبان جديد فئة عسكرية شُكلت سنة 1223هـ/1808م من لدن علمدار مصطفى باشا، لكنها لم تدم طويلا حيث انها ألغيت في نفس السنة بسبب تأييدها السلطان محمود الثاني وتنصيبه للحكم، بدلا من السلطان مصطفى الرابع المؤيد من لدن الإنكشارية.